# Konstantin II., kralj Grčke
Konstantin II. (grč. Κωνσταντῖνος Βʹ, Konstantínos Βʹ) (Atena, 2. lipnja 1940. – Atena, 10. siječnja 2023.), posljednji grčki kralj od 1964. do 1974. godine te danski kraljević po prapradjedu, danskom kralju Kristijanu IX. (1863. – 1906.). Jedini je sin kralja Pavla iz danske dinastije Schleswig-Holstein-Sonderburg-Glücksburg, ogranka dinastije Oldenburg.

## Životopis
Za vrijeme Drugog svjetskog rata (1939. – 1945.) boravio je u izbjeglištvu u Južnoj Africi, a u Grčku se vratio tek 1946. godine u dobi od šest godina. Kada je njegov otac Pavao postao grčki kralj 1947. godine, poslije bratove smrti, Konstantin je postao krunski princ.
Prijestolje je naslijedio nakon očeve smrti 1964. godine. Strahujući od jačanja ljevičarske opcije u vojnim redovima, smjenio je 1965. godine premijera Georgiosa Papandreoua i imenovao vršitelje dužnosti premijera do 1967. godine, kada je izvršen vojni udar. Kralj je planirao protuudar sa sjevera Grčke, ali nije naišao na podršku pa je krajem iste godine izbjegao u Rim s obitelji. Vojni režim je uspostavio kontrolu nad monarhijom, ali je 1. lipnja 1973. godine srušena monarhija i uspostavljena republika, što je potvrđeno referendumom mjesec dana kasnije.

## Obitelj
Godine 1964. oženio se rođakinjom, danskom princezom Ana-Marijom, sestrom aktualne danske kraljice Margarete II. s kojom ima petero djece:
- Aleksija, princeza Grčke i Danske (r. 10. srpnja 1965.)
- Pavao, krunski princ Grčke i princ Danske (r. 20. svibnja 1967.)
- Nikola, princ Grčke i Danske (r. 1. listopada 1969.)
- Teodora, princeza Danske (r. 9. lipnja 1983.)
- Filip, princ Danske (r. 26. travnja 1986.)

### Zanimljivosti
- Kralj Konstantin II. se u mladosti uspješno bavio sportom. Na Olimpijskim igrama u Rimu 1960. godine osvojio je zlatnu medalju za Grčku jedrenju. Bila je to prva grčka zlatna medalja nakon četrdeset i osam godina.[2]
- Konstantin II. ima crni pojas u karateu, a bavi se tenisom, jahanjem i plivanjem.